# 一勇斎歌川先生墓表
一勇斎歌川先生墓表（いちゆうさいうたがわせんせいぼひょう）とは、浮世絵師の歌川国芳を顕彰するために建てられた石碑のこと。

## 解説
明治6年（1873年）10月、国芳の十三回忌に際し、国芳の門人たちによって江戸向島の三囲神社境内に建立されたもので、三囲神社に現存する。撰文は東條信耕、書は萩原翬と梅素玄魚。碑の裏面には国芳の門人たちの名を連ねている。なお石碑建立に先立ち同年9月6日、東両国の中村楼にて国芳の娘よし（歌川芳女）を会主とする国芳の建碑書画会が開かれた。2011年10月19日には墨田区指定有形文化財（歴史資料）に指定されている。

## 碑文
- 以下碑文の内容は『墨田区文化財調査報告書Ⅷ』による。碑表面は漢文体の文章なので、原文の後に読み下し文も示した。
- 碑表面の 」 の記号は原文の改行を示す。
- □は原文で現在判読できない箇所を示す。
- 碑裏面は名を横並びにして7段に分けて記している。
- 漢字の字体は碑表面、裏面ともに現行のものに改めた。